# Ritmo ultradiano
Un ritmo ultradiano è un periodo ricorrente o un ciclo ripetuto attraverso un giorno circadiano di 24 ore. Al contrario, ritmi infradiani, come il ciclo mestruale umano, hanno periodi più lunghi di un giorno. La definizione del dizionario inglese di Oxford di "ultradiano" specifica che si riferisce ai cicli con un periodo più breve di un giorno, ma superiore a un'ora.

## Cicli ultradiani
Il termine descrittivo ultradiano è usato nella ricerca sul sonno in riferimento al ciclo di 90–120 minuti che svolgono le fasi di sonno durante il sonno umano.
Alcuni altri esempi di cicli ultradiani del corpo sono: la circolazione sanguigna, il battito delle ciglia, il polso, la secrezione ormonale, la frequenza cardiaca, la termoregolazione, la minzione, le attività intestinali, la dilatazione delle narici (ciclo nasale) e l'appetito. Quest'ultimo coinvolge ritmico rilascio del neuropeptide Y (NPY) e l'ormone di rilascio della corticotropina (CRH), stimolando e inibendo i cicli ultradiani dell'appetito. 
Caenorhabditis elegans è spesso utilizzato come modello animale per il ritmo ultradiano. La defecazione in C. elegans è un processo strettamente controllato e ritmico. Nella parte muscolare posteriore del corpo contrazioni muscolari in C. elegans si verificano ritmicamente ogni 45–50 secondi e mediano la defecazione.
Stati ultradiani di umore nel disturbo bipolare si succedono molto più velocemente nei ciclo rapido; quest'ultimo è definito come quattro o più episodi di sbalzo d'umore in un anno, che a volte si verificano entro poche settimane. Un umore ultradiano ciclico è caratterizzato da cicli più breve di 24 ore.